# Kevin Randleman
Kevin Christopher Randleman (Sandusky, Ohio; 10 de agosto de 1971-San Diego, California; 11 de febrero de 2016) fue un artista marcial mixto estadounidense, antiguo campeón de peso pesado de UFC y luchador de PRIDE FC.
Fue conocido por su capacidad atlética y fuerza explosiva. Estuvo asociado anteriormente con Mark Coleman en su equipo Hammer House, pero después comenzó a entrenar en el gimnasio de Randy Couture en Las Vegas, Nevada.

## Carrera en artes marciales mixtas

### Ultimate Fighting Championship
Randleman peleó en las divisiones de peso pesado y semipesado. Venció a Maurice Smith en su primera pelea para convertirse en un competidor de primer nivel. Se enfrentó a Bas Rutten por el título de peso pesado, anteriormente desocupado por Randy Couture.
Randleman logró su objetivo de convertirse en el campeón de peso pesado de UFC el 19 de noviembre de 1999, superando a Pete Williams en UFC 23 por el título (que fue dejado vacante tras la jubilación de Rutten), y lo defendió con éxito contra Pedro Rizzo en UFC 26. Sin embargo, perdió el título ante Randy Couture en UFC 28. Después de perder el título, se trasladó a la categoría de semipesado, sintiendo que era un peso más natural para su cuerpo, pero sufrió un revés, perdiendo ante Chuck Liddell en su primera pelea en el peso antes de vencer a Renato Sobral en su última pelea en UFC.

### PRIDE Fighting Championships
Randleman tuvo 11 peleas en PRIDE, cosechando un récord de 4-7. 
Comenzó en PRIDE con 3 victorias consecutivas. Su KO sobre Mirko Filipović en 2004, fue una de las mayores sorpresas en PRIDE, ganando el premio al KO del Año de 2004 y dándole el pase a la segunda ronda del Grand Prix de 2004. En la mencionada segunda ronda se le recuerda por su brutal slam a Fedor Emelianenko al que literalmente estampó sobre la lona, aunque finalmente acabaría perdiendo el combate por sumisión con una llave Kimura.

## Vida personal
Kevin se casó con su novia de la universidad, Barbara, el 28 de agosto de 2000. Después de las dificultades, se divorciaron el 26 de mayo de 2005. Kevin se casó con su antigua novia y publicista, Elizabeth Broglia, el 25 de abril de 2009. Él tuvo dos hijos; su hijo Tina Black y su hija Hodge Jayme. Su hijo Calvin se graduó en la Escuela de Secundaria de Huron, ayudando a dirigir el equipo de fútbol para la final regional del Estado. Él también tiene un hijo de su segundo matrimonio, Santino.

## Muerte
Kevin ingresó en el hospital por neumonía y falleció por un fallo cardíaco.

## Campeonatos y logros
| - Ultimate Fighting Championship - Campeón de Peso Pesado de UFC (Una vez) - Universal Vale Tudo Fighting - Campeón del Torneo UVTF 4 - Finalista del Torneo UVTF 6 - Fight Matrix - KO del Año (2004) vs. Mirko Filipović el 25 de abril - FIGHT! Magazine - KO del Año (2004) vs. Mirko Filipović el 25 de abril - MMA Fighting - Trastorno más abultado del Año (2004) | - NCAA División I finalista (1991) - NCAA División I Campeonato (2 Veces – 1992, 1993) |

## Registro en artes marciales mixtas
| Resultado | Récord | Oponente              | Método                      | Evento                          | Fecha                    | Ronda | Tiempo | Localización                | Notas                                                                                          |
| --------- | ------ | --------------------- | --------------------------- | ------------------------------- | ------------------------ | ----- | ------ | --------------------------- | ---------------------------------------------------------------------------------------------- |
| Derrota   | 17–16  | Baga Agaev            | Sumisión (armbar)           | Pro FC: Randleman vs. Agaev     | 7 de mayo de 2011        | 1     | 4:05   | Jabárovsk                   | Se retiró después de la pelea.                                                                 |
| Derrota   | 17–15  | Roger Gracie          | Sumisión (rear-naked choke) | Strikeforce: Heavy Artillery    | 15 de mayo de 2010       | 2     | 4:10   | S. Luis, Misuri             |                                                                                                |
| Derrota   | 17–14  | Stanislav Nedkov      | Decisión (dividida)         | Sengoku 11                      | 7 de noviembre de 2009   | 3     | 5:00   | Tokio                       |                                                                                                |
| Derrota   | 17–13  | Mike Whitehead        | Decisión (unánime)          | Strikeforce: Lawler vs. Shields | 6 de junio de 2009       | 3     | 5:00   | S. Luis, Misuri             |                                                                                                |
| Victoria  | 17–12  | Ryo Kawamura          | Decisión (unánime)          | Sengoku 2                       | 18 de mayo de 2008       | 3     | 5:00   | Tokio                       |                                                                                                |
| Derrota   | 16–12  | Maurício Rua          | Sumisión (kneebar)          | PRIDE 32                        | 21 de octubre de 2006    | 1     | 2:35   | Las Vegas, Nevada           | Suspendido tras la prueba de drogas después de la pelea.                                       |
| Victoria  | 16–11  | Fatih Kocamis         | Decisión (unánime)          | Bushido Europe-Rotterdam Rumble | 9 de octubre de 2005     | 2     | 5:00   | Róterdam                    |                                                                                                |
| Derrota   | 15–11  | Kazuhiro Nakamura     | Decisión (unánime)          | PRIDE Total Elimination 2005    | 23 de abril de 2005      | 3     | 5:00   | Osaka                       | PRIDE GP 2005 de Peso Medio (Ronda de apertura). Retorno al Peso Semipeado.                    |
| Derrota   | 15–10  | Mirko Filipović       | Sumisión (guillotine choke) | PRIDE Shockwave 2004            | 31 de diciembre de 2004  | 1     | 0:42   | Saitama                     |                                                                                                |
| Derrota   | 15–9   | Ron Waterman          | Sumisión (keylock)          | PRIDE Final Conflict 2004       | 15 de agosto de 2004     | 1     | 7:44   | Saitama                     |                                                                                                |
| Derrota   | 15–8   | Fedor Emelianenko     | Sumisión (kimura)           | PRIDE Critical Countdown 2004   | 20 de junio de 2004      | 1     | 1:33   | Saitama                     | PRIDE GP 2004 de Peso Pesado (Cuartos de final).                                               |
| Victoria  | 15–7   | Mirko Filipović       | KO (golpes)                 | PRIDE Total Elimination 2004    | 25 de abril de 2004      | 1     | 1:57   | Saitama                     | PRIDE GP 2004 de Peso Pesado (Ronda de apertura); Trastorno del Año (2004); KO del Año (2004). |
| Derrota   | 14–7   | Kazushi Sakuraba      | Sumisión (armbar)           | PRIDE Final Conflict 2003       | 9 de noviembre de 2003   | 3     | 2:36   | Tokio                       |                                                                                                |
| Derrota   | 14–6   | Quinton Jackson       | KO (rodillazo y golpes)     | PRIDE 25                        | 16 de marzo de 2003      | 1     | 6:58   | Yokohama                    | Eliminatoria por el título                                                                     |
| Victoria  | 14–5   | Murilo Rua            | TKO (corte)                 | PRIDE 24                        | 23 de diciembre de 2002  | 3     | 0:20   | Fukuoka                     |                                                                                                |
| Victoria  | 13–5   | Kenichi Yamamoto      | TKO (rodillazos)            | PRIDE 23                        | 24 de noviembre de 2002  | 3     | 1:16   | Tokio                       |                                                                                                |
| Victoria  | 12–5   | Michiyoshi Ohara      | Decisión (unánime)          | PRIDE 22                        | 29 de septiembre de 2002 | 3     | 5:00   | Nagoya                      |                                                                                                |
| Victoria  | 11–5   | Brian Foster          | KO (golpe)                  | RFC: The Beginning              | 13 de julio de 2002      | 1     | 0:20   | Las Vegas, Nevada           |                                                                                                |
| Victoria  | 10–5   | Renato Sobral         | Decisión (unánime)          | UFC 35                          | 11 de enero de 2002      | 3     | 5:00   | Uncasville, Connecticut     |                                                                                                |
| Derrota   | 9–5    | Chuck Liddell         | KO (golpes)                 | UFC 31                          | 4 de mayo de 2001        | 1     | 1:18   | Atlantic City, Nueva Jersey | Peso Semipesado.                                                                               |
| Derrota   | 9–4    | Randy Couture         | TKO (golpes)                | UFC 28                          | 17 de noviembre de 2000  | 3     | 4:13   | Atlantic City, Nueva Jersey | Perdió el Campeonato de Peso Pesado de UFC.                                                    |
| Victoria  | 9–3    | Pedro Rizzo           | Decisión (unánime)          | UFC 26                          | 9 de junio de 2000       | 5     | 5:00   | Cedar Rapids, Iowa          | Defendió el Campeonato de Peso Pesado de UFC.                                                  |
| Victoria  | 8–3    | Pete Williams         | Decisión (unánime)          | UFC 23                          | 19 de noviembre de 1999  | 5     | 5:00   | Urayasu                     | Ganó el Campeonato Vacante de Peso Pesado de UFC.                                              |
| Derrota   | 7–3    | Bas Rutten            | Decisión (dividida)         | UFC 20                          | 7 de mayo de 1999        | 1     | 21:00  | Birmingham, Alabama         | Por el Campeonato Vacante de Peso Pesado de UFC.                                               |
| Victoria  | 7–2    | Maurice Smith         | Decisión (unánime)          | UFC 19                          | 5 de marzo de 1999       | 1     | 15:00  | Bay St. Louis, Misisipi     |                                                                                                |
| Derrota   | 6–2    | Tom Erikson           | KO (golpes)                 | Brazil Open-'97                 | 15 de junio de 1997      | 1     | 1:11   | Brasil                      |                                                                                                |
| Victoria  | 6–1    | Gustavo Homem de Neve | Sumisión (codazo)           | Brazil Open-'97                 | 15 de junio de 1997      | 1     | 2:21   | Brasil                      |                                                                                                |
| Derrota   | 5–1    | Carlos Barreto        | Sumisión (triangle choke)   | Universal Vale Tudo Fighting 6  | 3 de marzo de 1997       | 1     | 22:24  | Brasil                      |                                                                                                |
| Victoria  | 5–0    | Mário Neto            | Sumisión (golpes)           | Universal Vale Tudo Fighting 6  | 3 de marzo de 1997       | 1     | 11:24  | Brasil                      |                                                                                                |
| Victoria  | 4–0    | Ebenezer Fontes Braga | Decisión                    | Universal Vale Tudo Fighting 6  | 3 de marzo de 1997       | 1     | 20:00  | Brasil                      |                                                                                                |
| Victoria  | 3–0    | Dan Bobish            | Sumisión (golpes)           | Universal Vale Tudo Fighting 4  | 22 de octubre de 1996    | 1     | 5:50   | Brasil                      | Ganó el torneo de UVTF 4.                                                                      |
| Victoria  | 2–0    | Geza Kalman           | TKO (golpes)                | Universal Vale Tudo Fighting 4  | 22 de octubre de 1996    | 1     | 7:37   | Brasil                      |                                                                                                |
| Victoria  | 1–0    | Luiz Carlos Macial    | Sumisión (golpes)           | Universal Vale Tudo Fighting 4  | 22 de octubre de 1996    | 1     | 5:14   | Brasil                      |                                                                                                |